# Max Beer (Journalist)
Max Beer (geboren 8. Juni 1886 in Wien, Österreich-Ungarn; gestorben 27. Oktober 1965 in New York City) war ein Journalist, Schriftsteller, deutscher Diplomat beim Völkerbund in Genf und Mitarbeiter der Vereinten Nationen in New York.

## Leben
Max Beer wurde 1910 am Psychologischen Institut der Universität Würzburg bei Karl Marbe mit der Dissertation Die Abhängigkeit der Lesezeit von psychologischen und sprachlichen Faktoren zum Doktor der Psychologie promoviert. An der Pariser Sorbonne erwarb er einen juristischen Abschluss. Anschließend arbeitete er bis 1914 als Korrespondent deutscher Zeitungen in Paris. Von 1914 bis 1920 war er in Bern als Publizist für die Mittelmächte tätig, während des Krieges verfasste er für die Presseabteilung der deutschen Gesandtschaft Propagandamaterial und beschaffte Informationen. Von 1920 bis 1926 war Beer Korrespondent von „Wolffs Telegraphischem Bureau“ und der „Kölnischen Zeitung“ beim Völkerbund in Genf.
Von 1927 bis 1931 war Max Beer als Beamter im Rang eines deutschen Konsuls in der Informationsabteilung des Völkerbundes tätig. In dieser Zeit hatte er auch Kontakt zu Gustav Stresemann. 1931 bis 1933 arbeitete er als Völkerbundkorrespondent der Deutschen Allgemeinen Zeitung.
1933 wurde er als Jude entlassen und arbeitete weiter in Genf als Korrespondent für die National-Zeitung (Basel), L’Europe nouvelle (Paris) und die Jewish Telegraphic Agency (New York).
1939 siedelte er nach Paris über und begann eine Tätigkeit für das Informationsministerium. Kurz nach Beginn des Zweiten Weltkriegs schrieb er noch einen Aufsatz in der Pariser Exil-Zeitschrift „Die Zukunft“, in dem er das deutsche Exil zur Zurückhaltung in der Debatte um die Kriegsziele aufforderte. 1940 folgte die Flucht über Spanien und Portugal in die USA, wo er als Dozent und als Mitarbeiter der Zeitschriften France-Amérique und Aufbau tätig war und die amerikanische Staatsbürgerschaft annahm.
In seinem 1941 in einem französischen Exilverlag in New York erschienenen Buch La guerre n’a pas eu lieu (deutsch: „Der Krieg hat nicht stattgefunden“) analysierte Beer die Gründe für die rasche Niederlage Frankreichs. Dabei nannte er als Grund für die mangelnde Vorbereitung der Nation auch das durch die Maginot-Linie geförderte Sicherheitsgefühl. 1943 hatte Beer seine Auffassung über die Rolle des deutschen Exils gegenüber seiner Position im Jahr 1939 geändert, er warb als Mitglied des „Free French Committee“ mit anderen ins Exil getriebenen Juden öffentlich um Unterstützung des Kampfes für die Befreiung Frankreichs. Als ehemaliger Mitarbeiter des Völkerbund-Sekretariats nahm er zu dieser Zeit an der Diskussion um eine Neuordnung Europas nach dem Krieg teil.
Beer arbeitete nach dem Krieg einige Jahre in der Informationsabteilung der Vereinten Nationen, ab 1950 war er in New York UNO-Korrespondent mehrerer Agenturen, Zeitungen und Zeitschriften, daneben setzte er seine Mitarbeit beim „Aufbau“ fort.
Max Beer war verheiratet, seine Ehefrau starb wenige Monate vor seinem Tod. Beer hinterließ einen Sohn, Ferdinand Beer. Eine 1966 angebrachte Gedenktafel im Presseclub der Vereinten Nationen erinnert an Beer.

## Völkerbund und Vereinte Nationen
Max Beer hat die Arbeit und das Scheitern des Völkerbunds von Anfang bis Ende begleitet, zeitweise als Mitarbeiter, und zeitweise als Journalist. Auch die ersten zwanzig Jahre der Vereinten Nationen erlebte er entweder als Mitarbeiter oder als Korrespondent. Aus dieser Nähe zu den Organisationen entstanden mehrere Bücher und zahlreiche Aufsätze über den Völkerbund, später auch über die Vereinten Nationen, und andere Organisationen. Insbesondere in Bezug auf den Völkerbund galt Beer, vor allem wegen seines Kenntnisreichtums, als einer der herausragenden Kritiker dieser Organisation und der internationalen Politik.
Unter Kollegen und Mitarbeitern der Vereinten Nationen galt Beer wegen seiner Jahrzehnte umspannenden Erfahrung als das lebende Bindeglied zwischen dem Völkerbund und den Vereinten Nationen. Dabei übte Beer bisweilen auch Kritik an den Organisationen, die sein großes Ansehen nicht beeinträchtigte. Zu einem Festessen anlässlich seines 50-jährigen Berufsjubiläums erschienen mehr als 100 Mitarbeiter der Vereinten Nationen und der Presse, Ansprachen hielten Víctor Andrés Belaúnde als Präsident der Generalversammlung, der UN-Generalsekretär Dag Hammarskjöld, und Nahum Goldmann, der Präsident des Jüdischen Weltkongresses. Unter den Gratulanten die telegrafische Grüße übermittelten waren Bundeskanzler Konrad Adenauer und weitere Staatsmänner.
Max Beer arbeitete nach deren Gründung einige Jahre bei den Vereinten Nationen in der Informationsabteilung. Ab 1950 bis kurz vor seinem Tod 1965 war er UNO-Korrespondent der Neuen Zürcher Zeitung bei den Vereinten Nationen. Darüber hinaus war er zunächst Vizepräsident und dann Präsident der United Nations Correspondents Association.
Seit 1956 schrieb Beer in den Mitteilungen der Deutschen Gesellschaft für die Vereinten Nationen als „Dr. Max Beer, Sonderberichterstatter der Deutschen Gesellschaft für die Vereinten Nationen, New York“. Auch in den ersten beiden Jahrgängen der aus den Mitteilungen hervorgegangenen und seit 1962 erscheinenden Zeitschrift Vereinte Nationen schrieb Beer an prominenter Stelle, regelmäßig auf der ersten Seite. In den beiden ersten Ausgaben 1963 musste er zugunsten zweier Bundesminister auf Seite 2 rücken, und darüber hinaus erschien im ersten Heft 1963 ein Bericht eines anderen New Yorker Journalisten über die Rolle der Vereinten Nationen im Kongo-Konflikt. Daraufhin beendete Beer die Zusammenarbeit.

## Antisemitismus und Einsatz für die Menschenrechte
Max Beer war nicht nur durch den Verlust seines Arbeitsplatzes im Jahr 1933 und durch die erzwungene Emigration ein Opfer des Antisemitismus, er verlor während des Holocaust auch Angehörige. Nach dem Krieg war er neben seiner hauptberuflichen Tätigkeit als Journalist Mitarbeiter des Jüdischen Weltkongresses.
Als er 1958 erfuhr, dass ein Diplomat des deutschen Generalkonsulats in New York ihn gegenüber einem anderen Journalisten als „dreckiger Jude“ bezeichnet hatte, protestierte Beer telegrafisch beim Bundespräsidenten Theodor Heuss und bei Georg von Broich-Oppert, dem Personalchef des Auswärtigen Amts, den er aus seiner Zeit als Beobachter bei den Vereinten Nationen kannte. Als nach fünf Tagen keine Antwort eingegangen war, gab Beer sein Bundesverdienstkreuz zurück, das ihm im Vorjahr verliehen worden war. Das Auswärtige Amt entsandte einen Mitarbeiter der Rechtsabteilung, Hermann Meyer-Lindenberg, nach New York um die Vorwürfe zu untersuchen, die Abberufung und Entlassung des beschuldigten Diplomaten erfolgte binnen weniger Wochen.
Nach 1950 war Max Beer Vertreter der International League for the Rights of Man beim Wirtschafts- und Sozialrat der Vereinten Nationen und anderen UNO-Organisationen. Als Vertreter dieser Organisation wandte er sich besonders gegen den Antisemitismus in der Welt, auch auf Konferenzen der Vereinten Nationen und ihrer Unterorganisationen. 1961 übte die International League for the Rights of Man, vertreten durch Max Beer, gemeinsam mit anderen Menschenrechtsorganisationen in einem Unterausschuss der UN-Menschenrechtskommission heftige Kritik an antisemitischen Ausschreitungen in der Sowjetunion.

## Ehrungen
- 1957: Verdienstkreuz Erster Klasse des Verdienstordens der Bundesrepublik Deutschland,[28] zurückgegeben im September 1958[10][24]

## Schriften (Auswahl)
- Die Abhängigkeit der Lesezeit von psychologischen und sprachlichen Faktoren, Dissertation, Universität Würzburg 1910. In: Zeitschrift für Psychologie (= Zeitschrift für Psychologie und Physiologie der Sinnesorgane. I. Abteilung), Band 56, 1910, S. 264–298, ISSN 0233-2353
- Boches …! Drei Geschichten aus Frankreich, Langen, München 1915
- Die europäischen Kriegsverhandlungen. Die maßgebenden Dokumente, chronologisch und sinngemäss zusammengestellt, übersetzt und erläutert (Nebentitel „Das Regenbogen-Buch. Weiss-Rot-Blau-Gelb-Orange-Blau und Grau-Buch“), Wyss, Bern 1915, Online, abgerufen am 25. Januar 2014.
- L’Entente annexionniste. La paix du „droit“, Ferd. Wyss, Bern 1917, Online, abgerufen am 25. Januar 2014.
- Die Reise nach Genf, S. Fischer, Berlin 1932 (englisch: The league on Trial: A journey to Geneva, Allen & Unwin, London 1933)
- Die auswärtige Politik des Dritten Reiches, Polygraphischer Verlag, Zürich 1934
- La guerre n’a pas eu lieu, Edition de la Maison Français, New York, NY 1941
- Die Vereinigten Nationen im Wandel der Zeit (= UN-Texte 1), Verbindungs- und Informationsstelle Bonn der Deutschen Gesellschaft für die Vereinten Nationen, Bad Godesberg 1956, 31 S.